# امامزاده جعفر (پیشوا)
جعفر الخواری، پسر موسی بن جعفر و برادر علی بن موسی الرضا، به ترتیب امامان هفتم و هشتم شیعه دوازده‌امامی، از شخصیت‌های مورد احترام شیعیان است. آرامگاه او در شهر پیشوا در ۴۵ کیلومتری جنوب شرقی تهران قرار دارد. بنای این آرامگاه در سال ۱۳۱۷ به شمارهٔ ۳۱۹ ثبت ملی شده‌است.

## شخصیت و زندگی
موسی کاظم نسبت به دیگر امامان شیعه فرزندان بیشتری داشت. بیشتر مورخان تاریخ تعداد فرزندان او را ۳۷ تن شمرده‌اند امامزاده جعفر بن موسی الکاظم که وی را «خواری» و اولاد او را «خواریون» نیز می‌خوانند.او دو پسر با نامهای حسن و موسی داشت و موسی فرزندی بنام حسن الحق داشت و حسن الحق فرزندی بنام محمد ملیطه داشت و محمد ملیطه را مددی و قوتی بود و او فردی شجاع و جنگجو بود و از فارسان عرب بوده و با شوکت در حجاز و عراق زندگی میکرد . جعفر پس از رشد و نمو، برادرش علی بن موسی الرضا را یاری کرد. پس از آنکه رضا دعوت مأمون را پذیرفت و از مدینه راهی شهر مرو شد، وی نیز با کاروانی به سرپرستی خود و با فرزندان و فرزندزادگان موسی کاظم همچون ابراهیم و ابوالجواد از بغداد به ولایت خراسان رفت.
در میانهٔ راه به ناحیه ساوجبلاغ رسیدند و پس از درگیری با سپاهیان مأمون، حسن بن موسی الکاظم کشته شده و برخی دیگر از همراهانش، زخمی شدند و پس از این پیکار با فرارسیدن شب، همگی در اطراف این منطقه پراکنده شدند. جعفر بن موسی الکاظم که در منطقهٔ ساوجبلاغ در حین دفاع مجروح شده بود، در روستای «سناردک» شهرستان پیشوا، در منزل جلال‌الدین نام (شاید همین قتلگاه فعلی باشد) بر اثر شدت جراحات وارده در تاریخ ۱۵ جمادی‌الثانی سال ۲۱۷ هجری قمری درگذشت و در گورستان محل، دفن شد.
همچنین او می‌تواند جعفر بن محمد بن جعفر بن حسن بن علی بن عمر بن علی بن حسین باشد که در جنگی میان احمد بن عیسی علوی و عبدالله بن عزیز عامل محمد بن طاهر در ری کشته شد.

## آثار تاریخی و معماری بنای آرامگاه
بقعهٔ امامزاده جعفر در زمان سلطنت شاه طهماسب صفوی ساخته شد و محراب داخلی حرم در قسمت جنوب بنای بقعه قرار دارد؛ ازارهٔ داخلی مقبره تا ارتفاع ۱٫۵ متری با کاشی‌های معرق فیروزه‌ای، مشکی، زرد و سفید بر زمینهٔ لاجوردی با نقوش تزیینی اسلامی تزئین شده و در اواخر دوران پهلوی، بالای ازارهٔ داخل حرم و گنبد نیز کاملاً آینه‌کاری شده‌است.
ضریح این مقبره در وسط گنبد خانه بر روی پایه‌ای ۳۰ سانتیمتری از سنگ مرمر سبز رنگ قرار دارد و ضریح از جنس طلا و نقره‌است که با میناکاری تزیین شده و کتیبه‌های آن با خط ثلث و نستعلیق نوشته و در سال ۱۳۷۱ هجری شمسی ساخته و نصب شده‌است؛ در پایان کتیبه‌ای که روی در ضریح سابق مقبره موجود است، تاریخ سال ۹۴۴ هجری قمری حک شده و در پایین کتیبه داخل حرم که به خط ثلث است، نام شاه طهماسب صفوی و تاریخ ۹۵۶ هجری قمری ثبت شده‌است.
گنبد این بنا، ۲۱ متر ارتفاع و ۹٫۵ متر قطر دارد که به شیوهٔ دو پوش ساخته شده و فاصلهٔ بین پوش اول و دوم آن هفت متر است و بر روی پایه شانزده ضلعی با هشت پنجره است که چهار پنجره آن شیشه رنگی دارد. کاشی‌های فیروزه‌ای قسمت خارجی گنبد، با نقوش هندسی و کتیبه‌هایی به خط ثلث، نستعلیق و کوفی بنایی تزیین شده و علاوه بر جنبهٔ تزیینی، نقش عایق برای حفاظت از برف و باران دارد که در سال ۱۳۵۴ سازمان ملی حفاظت آثار باستانی آن را مرمت و تعمیر کرده‌است.
ایوان غربی صحن این بنا در سال ۱۲۲۷ هجری قمری به دستور فتحعلی شاه قاجار در هنگام تعمیرات بنا اضافه شد که ابعاد آن ۷× ۸٫۲۰ متر است و کف و ازارهٔ آن تا ارتفاع ۱٫۵ متری، در سال‌های اخیر با سنگ مرمر پوشانده شده و پوشش سطح ایوان به وسیله گچ، سفیدکاری و در قسمت طاق، به صورت رسمی بندی تزیین شده‌است؛ طاق ایوان به شکل جناغی ساخته شده و از پاکار قوس طاق، کتیبه‌ای به خط نستعلیق سفید بر روی ۵۰ لوح و ۴۵۰ قطعه کاشی لاجوردی وجود دارد که مشتمل بر ۲۵ بیت شعر از فتحعلی‌خان صبا است و هر مصرع آن درون کادری مشخص نوشته شده و فواصل بین کادرها را با کاشی‌های زرد و سبز و طرح‌های گل و برگ پُر کرده‌اند؛ بر روی آخرین کاشی از کاشی‌های مذکور که از نوع کاشی خشتی زمان قاجاریه‌است، تاریخ تعمیر بنا به سال ۱۲۲۷ هجری قمری حک شده‌است. بیت ماده تاریخ تعمیرات از صبا:
| کلک صبا رقم زد ز بهر سال تاریخ |  | بنیاد شد ز دادار این بارگاه جعفر |

از سال ۱۳۷۱ به این سو بناهای جدیدی به بنای اصلی اضافه شده‌اند. در گذشته و حال، از صحن این مکان به عنوان قبرستان استفاده می‌شود ولی قبور به صورت همسطح ساماندهی شده و همانند حیاط صحن‌های سایر امامزادگان و مساجد مناطق مختلف ایران، در وسط سطح صحن، یک حوض بزرگ قرار دارد.

## مکان‌های وابسته
زائرسرا، کتابخانه، سالن تشریفات، صحن امام رضا، ایوان پانزده خرداد، حسینیه شهدای ۷۲ تن، موزه (درحال ساخت)، دارالضیافه حضرتی، دارالحفاظ امام جواد، دارالقرآن شیخ جنید، دارالصلوه آیت‌الله خامنه‌ای، دارالشفای حاج علی حکیم (درحال ساخت)، دارالتولیه شیخ خضر رازی، نقاره‌خانه اخ الرضا (درحال ساخت)، بازار سنتی جعفریه (درحال ساخت) و بوستان زائر

## مدفونان
- جنید رازی؛ عالم، عارف و واقف موقوفات امامزاده در قرن نهم هجری
- مصطفی اردستانی؛ خلبان و فرماندهٔ عملیاتی نیروی هوایی ارتش جمهوی اسلامی ایران